# Finley (Nueva Gales del Sur)
Finley es una localidad australiana de Nueva Gales del Sur situada a 664 km al suroeste de Sídney. Es la ciudad más extensa del condado de Berrigan Shire. De acuerdo con el censo de 2006, la población era de 2054 habitantes. Está situada a poca distancia al norte del río Murray, que la separa de Victoria.

## Historia
La villa fue fundada a principios de los años 40 por colonos europeos siendo el principal grupo étnico. El 1 de enero de 1881 se fundó la primera oficina de correos.
En la década de los años 30, los agricultores se vieron forzados a emigrar a causa de las sequías y la gran depresión. Ya en 1935, se construyó el canal de Mulwala con el objetivo de crear empleo y abastecer los campos de regadío y de cultivo.

## Sistema educativo
Finley dispone de dos colegios de primaria: el St. Joseph's School (católico) y la Escuela Pública de Finley además de un instituto de secundaria en el que estudian alumnos de localidades aledañas.
También hay un campus universitario en Riverina.

## Deportes
El fútbol australiano, el criquet y el Netball son los deportes más populares de la zona. Entre los equipos más importantes de Finley está el Finley Football Club que milita en la Murray Football League (división regional de fútbol australiano)
Cada enero se celebra un rodeo en el Finley Rodeo Comitee mientras que en febrero el Finley Apex Club organizan competiciones entre tractores.